# Inge Schilperoord
Œuvres principales
La Tanche (roman, 2017)
Inge Schilperoord est une journaliste et romancière néerlandaise née le 1er janvier 1973 à La Haye, aux Pays-Bas.

## Biographie
Inge Schilperoord exerce un métier de journaliste et critique pour diverses revues néerlandaises : Psychologie Magazine, NRC Handelsblad, Het Parool, le magazine du festival Crossing Border... 
En parallèle, elle exerce à mi-temps la fonction de psychologue judiciaire, qui consiste à analyser le fonctionnement mental des individus et à comprendre comment l'histoire d'une personne influence ses actes, en vue de déterminer leur responsabilité. C'est dans ce cadre qu'elle côtoie des personnes condamnées pour pédophilie. « Au départ, il y a une expérience vécue, quand je travaillais avec un homme qui avait abusé sexuellement d’enfants. J’avais déjà eu de l’empathie dans mon métier, mais lui m’a touché, malgré ce qu’il avait fait. Il avait l’air d’une victime, incapable de s’exprimer, pris dans toutes sortes de thérapies pour s’évertuer à changer. J’ai tenté de me mettre à sa place. » 
L'idée lui vient de publier un premier roman. Intitulé MUIDHOND, il paraît en 2015 aux éditions Uitgeverij Podium. Il remporte aussitôt un vif succès et se retrouve nommé dans plusieurs grands prix littéraires du pays ; il reçoit le Bronze Owl, meilleur premier roman de l'année.  
Deux ans plus tard, le roman paraît en français aux éditions Belfond, sous le titre La tanche. Il est nommé au prix Fémina étranger. Dans un entretien avec Sophie Vigroux, publiée dans La Dépêche du Midi, Inge Schilperoord explique ainsi sa démarche : « J'ai voulu dresser le tableau d'un puissant combat intérieur. Je me suis posé une question qui m'a inspirée pour écrire ce livre : je me suis demandé comment cela serait de vivre avec des pulsions auxquelles on ne peut céder, sous peine de conséquences terribles, pour soi et pour autrui. Comme si l'on vivait dans sa propre cage. Je voulais que le lecteur se sente aussi enfermé que Jonathan. La chaleur a contribué à créer une telle atmosphère ». 

### Vie privée
Inge Schilperoord partage son temps entre La Haye et Gand.

## Réception critique
« Admiratrice de John Steinbeck, Schilperoord a en quelque sorte écrit Des poissons et des hommes. Ses seules recherches ont concerné la faune aquatique alentour, dont elle ne savait pas grand-chose », explique le journaliste littéraire Thomas Stélandre, qui s'est entretenu avec la romancière, dans Libération.
Sophie Vigroux s'arrête quant à elle à la « chaleur suffocante du lieu », au climat « pesant, voire insupportable par moments » du roman . Impression en partie partagée par Bénédicte de Loriol dans Publik'Art : « C’est absolument terrifiant, à mille lieux de notre vie. [...] un livre qui nous marquera, à jamais. »
Le romancier Pierre Ahnne parle d'un roman brutal, sans une once de moralisme, « d'une force exceptionnelle », « faussement simple et authentiquement vertigineux. »

## Publications

### Romans
- 2015 : Muithond, Uitgeverij Podium, Amsterdam, La Tanche, traduit par Isabelle Rosselin, Paris, Belfond, 2017  (ISBN 978-2-7144-7390-5)
- 2022 : Het licht in de stad, Uitgeverij Podium, Amsterdam, Le ciel était vide, traduit par Françoise Antoine, Paris, Belfond, 2024  (ISBN 978-2-7144-9982-0)

## Adaptation au cinéma
Muithond (Tench) a été adapté au cinéma en 2019 par la réalisatrice belge Patrice Toye. Le film a remporté le North Sea Port Audience Award (prix du public) du Festival international du film de Flandres-Gand en 2019.